# شاب (فلم)
شاب هو فيلم درامي جزائري فرنسي صدرَ عام 1991 من إخراج رشيد بوشارب. اختير الفيلمُ كترشيحٍ أوليّ للمنافسة على جائزة الأوسكار لأفضل فيلمٍ بلغة أجنبية في حفل توزيع جوائز الأوسكار الرابع والستون لكنّه لم يُقبَل في الترشيحِ الرسميّ والأخير.

## طاقم التمثيل
- مراد بوناس في دور مروان
- نزهة خضرة في دور مليكة
- بيير لوب راجوت في دور سيكالدي
- بوعلام بناني في دور الكابتن
- فوزي ب.سايتشي في دور جارسون
- محمد ناصف في دور لادجودان
- ناجي بيدا في دور ميلود